# Wippenbach
Wippenbach ist nach der Einwohnerzahl der kleinste Stadtteil von Ortenberg im südhessischen Wetteraukreis.

## Geografische Lage
Wippenbach liegt westlich direkt anschließend an den Ortskern von Ortenberg auf einer Höhe von 195 m ü. NN, westlich von Ortenberg an der Nidder, 6,5 km südöstlich von Nidda. Durch den Ort führt die Landesstraße 3184.

## Geschichte

### Mittelalter
Die älteste erhaltene schriftliche Erwähnung von Wippenbach stammt vom 29. Juni 1212.
Wippenbach gehörte im Mittelalter und in der frühen Neuzeit zum Amt Ortenberg, einem Kondominat, das von drei Landesherren aus dem Kreis der Mitglieder des Wetterauer Grafenvereins gebildet wurde.

### Frühe Neuzeit
Da alle drei Herren des Kondominats sich der Reformation zuwandten, wurde auch Wippenbach zunächst lutherisch. 1601 kam es zu einer Realteilung des Kondominats, wobei das Dorf Wippenbach an die Grafschaft Hanau-Münzenberg, ab 1642: Grafschaft Hanau, fiel. Graf Philipp Ludwig II. von Hanau-Münzenberg verfolgte aber ab 1597 eine entschieden reformierte Kirchenpolitik. Er machte vom Jus reformandi, seinem Recht als Landesherr Gebrauch, die Konfession seiner Untertanen zu bestimmen, und setzte dies für die Grafschaft Hanau-Münzenberg weitgehend als verbindlich durch. Die Grafschaft Hanau wiederum fiel 1736 beim Tod des letzten Hanauer Grafen, Johann Reinhard III., aufgrund eines Erbvertrages an die Landgrafschaft Hessen-Kassel und damit auch Wippenbach.

### Neuzeit
Das Hanauer, später hessische „Amt Ortenberg“ gehörte ab 1810 zum Großherzogtum Hessen und war hier dem Dominialamt Ortenberg zugeordnet. 1821 bildete das Großherzogtum den Landratsbezirk Nidda, in den auch alle Teile des ehemaligen Amtes Ortenberg verschmolzen und der ab 1832 Kreis Nidda hieß. Mit der Revolution von 1848 wurde kurzzeitig der Regierungsbezirk Nidda gebildet, 1852 aber der Kreis Nidda wiederbelebt. 1874 kamen die Gebiete des ehemaligen Amtes Ortenberg zum Landkreis Büdingen, der mit der Gebietsreform in Hessen 1972 im Wetteraukreis aufging.
Hessische Gebietsreform (1970–1977)
Die bis dahin selbständige Gemeinde Wippenbach wurde im Zuge der Gebietsreform in Hessen zum 1. Juli 1971 mit den Städten Ortenberg und Lißberg sowie vier weiterer kleinerer umliegender Gemeinden auf freiwilliger Basis zu erweiterten Stadt Ortenberg zusammengeschlossen.
Für Wippenbach wurde, wie für die übrigen Stadtteile von Ortenberg, ein Ortsbezirk  gebildet.

### Verwaltungsgeschichte im Überblick
Die folgende Liste zeigt die Staaten und Verwaltungseinheiten, denen Wippenbach angehört(e):
- vor 1601: Heiliges Römisches Reich, Amt Ortenberg (Kondominat des Wetterauer Grafenvereins)
- ab 1601: Heiliges Römisches Reich, Grafschaft Hanau-Münzenberg, Amt Ortenberg
- ab 1736: Heiliges Römisches Reich, Landgrafschaft Hessen-Kassel, Grafschaft Hanau-Münzenberg, Amt Ortenberg
- ab 1803: Heiliges Römisches Reich, Landgrafschaft Hessen-Kassel, Fürstentum Hanau, Amt Ortenberg[Anm. 2]
- ab 1806: Kaiserreich Frankreich,[Anm. 3] Fürstentum Hanau, Amt Ortenberg (Militärverwaltung)
- ab 1810: Großherzogtum Hessen (Souveränitätslande),[Anm. 4] Fürstentum Oberhessen, Amt Ortenberg (zur Standesherrschaft Stolberg gehörig)
- ab 1815: Großherzogtum Hessen (Souveränitätslande), Provinz Oberhessen, Amt Ortenberg[8] (zur Standesherrschaft Stolberg gehörig)
- ab 1821: Großherzogtum Hessen, Provinz Oberhessen, Landratsbezirk Nidda[9][Anm. 5]
- ab 1832: Großherzogtum Hessen, Provinz Oberhessen, Kreis Nidda
- ab 1848: Großherzogtum Hessen, Regierungsbezirk Nidda
- ab 1852: Großherzogtum Hessen, Provinz Oberhessen, Kreis Nidda
- ab 1867: Norddeutscher Bund,[Anm. 6]  Großherzogtum Hessen, Provinz Oberhessen, Kreis Nidda
- ab 1871: Deutsches Reich, Großherzogtum Hessen, Provinz Oberhessen, Kreis Nidda
- ab 1874: Deutsches Reich, Großherzogtum Hessen, Provinz Oberhessen, Kreis Büdingen
- ab 1918: Deutsches Reich (Weimarer Republik), Volksstaat Hessen, Provinz Oberhessen, Kreis Büdingen
- ab 1938: Deutsches Reich, Volksstaat Hessen, Landkreis Büdingen[10][Anm. 7]
- ab 1945: Amerikanische Besatzungszone, Groß-Hessen,[Anm. 8] Regierungsbezirk Darmstadt, Landkreis Büdingen
- ab 1946: Amerikanische Besatzungszone, Land Hessen, Regierungsbezirk Darmstadt, Landkreis Büdingen
- ab 1949: Bundesrepublik Deutschland, Land Hessen, Regierungsbezirk Darmstadt, Landkreis Büdingen
- ab 1971: Bundesrepublik Deutschland, Land Hessen, Regierungsbezirk Darmstadt, Landkreis Büdingen, Stadt Ortenberg
- ab 1972: Bundesrepublik Deutschland, Land Hessen, Regierungsbezirk Darmstadt, Wetteraukreis, Stadt Ortenberg

## Bevölkerung
Einwohnerstruktur 2011
Nach den Erhebungen des Zensus 2011 lebten am Stichtag dem 9. Mai 2011 in Wippenbach 294 Einwohner. Darunter waren 9 (3,1 %) Ausländer.
Nach dem Lebensalter waren 48 Einwohner unter 18 Jahren, 141 zwischen 18 und 49, 63 zwischen 50 und 64 und 42 Einwohner waren älter.
Die Einwohner lebten in 117 Haushalten. Davon waren 27 Singlehaushalte, 33 Paare ohne Kinder und 48 Paare mit Kindern, sowie 9 Alleinerziehende und 3 Wohngemeinschaften. In 15 Haushalten lebten ausschließlich Senioren und in 84 Haushaltungen lebten keine Senioren.
Einwohnerentwicklung
| Wippenbach: Einwohnerzahlen von 1834 bis 2022 | Wippenbach: Einwohnerzahlen von 1834 bis 2022 | Wippenbach: Einwohnerzahlen von 1834 bis 2022 | Wippenbach: Einwohnerzahlen von 1834 bis 2022 | Wippenbach: Einwohnerzahlen von 1834 bis 2022 |
| --- | --------------------------------------------- | --------------------------------------------- | --------------------------------------------- | --------------------------------------------- |
| Jahr |                                               |                                               |                                               | Einwohner                                     |
| 1834 | 1834                                          |                                               | 140                                           | 140                                           |
| 1840 | 1840                                          |                                               | 159                                           | 159                                           |
| 1846 | 1846                                          |                                               | 168                                           | 168                                           |
| 1852 | 1852                                          |                                               | 111                                           | 111                                           |
| 1858 | 1858                                          |                                               | 105                                           | 105                                           |
| 1864 | 1864                                          |                                               | 114                                           | 114                                           |
| 1871 | 1871                                          |                                               | 106                                           | 106                                           |
| 1875 | 1875                                          |                                               | 108                                           | 108                                           |
| 1885 | 1885                                          |                                               | 100                                           | 100                                           |
| 1895 | 1895                                          |                                               | 95                                            | 95                                            |
| 1905 | 1905                                          |                                               | 104                                           | 104                                           |
| 1910 | 1910                                          |                                               | 101                                           | 101                                           |
| 1925 | 1925                                          |                                               | 123                                           | 123                                           |
| 1939 | 1939                                          |                                               | 113                                           | 113                                           |
| 1946 | 1946                                          |                                               | 196                                           | 196                                           |
| 1950 | 1950                                          |                                               | 165                                           | 165                                           |
| 1956 | 1956                                          |                                               | 179                                           | 179                                           |
| 1961 | 1961                                          |                                               | 185                                           | 185                                           |
| 1967 | 1967                                          |                                               | 181                                           | 181                                           |
| 1970 | 1970                                          |                                               | 183                                           | 183                                           |
| 1980 | 1980                                          |                                               | ?                                             | ?                                             |
| 1990 | 1990                                          |                                               | ?                                             | ?                                             |
| 2000 | 2000                                          |                                               | ?                                             | ?                                             |
| 2008 | 2008                                          |                                               | 309                                           | 309                                           |
| 2010 | 2010                                          |                                               | 310                                           | 310                                           |
| 2011 | 2011                                          |                                               | 294                                           | 294                                           |
| 2014 | 2014                                          |                                               | 334                                           | 334                                           |
| 2018 | 2018                                          |                                               | 390                                           | 390                                           |
| 2022 | 2022                                          |                                               | 424                                           | 424                                           |
| Datenquelle: Historisches Gemeindeverzeichnis für Hessen: Die Bevölkerung der Gemeinden 1834 bis 1967. Wiesbaden: Hessisches Statistisches Landesamt, 1968. Weitere Quellen: ; Stadt Ortenberg:; Zensus 2011; 2022 |                                               |                                               |                                               |                                               |

Historische Religionszugehörigkeit
| • 1961: | 168 evangelische (= 90,81 %), 15 katholische (= 8,11 %) Einwohner |

## Politik
Für Wippenbach besteht ein Ortsbezirk (Gebiete der ehemaligen Gemeinde Wippenbach) mit Ortsbeirat und Ortsvorsteher nach der Hessischen Gemeindeordnung.
Der Ortsbeirat besteht aus fünf Mitgliedern. Bei den Kommunalwahlen in Hessen 2021 betrug die Wahlbeteiligung zum Ortsbeirat 61,44 %. Alle Kandidaten gehörten der „Unabhängige Wählervereinigung Wippenbach“ an. Der Ortsbeirat wählte Hans-Werner Goldstein zum Ortsvorsteher.

## Kulturdenkmäler
Siehe: Liste der Kulturdenkmäler in Wippenbach